# Delia Noble
Delia Grace Noble (...) è un soprano rumeno.

## Biografia
Inizia a cantare a Iasi e continua gli studi musicali al Conservatorio Nazionale Regionale di Parigi. Si perfeziona con cantanti di fama mondiale come Ileana Cotrubas, Montserrat Caballe, Jannine Reiss (coach vocale di Maria Callas) e Placido Domingo.

### Carriera
Dopo il suo debutto nel ruolo di Susanna nell'opera Le nozze di Figaro, ottiene il gran premio di interpretazione con l'Orchestra Filarmonica di Monte Carlo. Partecipa a numerosi concerti in Europa e negli Stati Uniti (Miami, New York). A Monte-Carlo, insieme ad Andrea Bocelli interpreta La Bohème nel ruolo di Mimi. A Londra incide un disco di musica barocca con l'Orchestra Filarmonica sotto la direzione di Simon Hell. Tutta una serie di impegni la portano all'Opera di Toulon, Opera di Marsiglia o a Montpellier, in veste di solista sotto la bacchetta di Herve Niquet e con la direzione musicale di René Koering. Si esibisce anche in una creazione mondiale, Affaire ètrangère di Valentin Villenave in duetto con la grande mezzosoprana Viorica Cortez sotto la direzione artistica di Jean Samuel. Interpreta il ruolo di Venus nell'opera Orfeo all'inferno di Jacques Offenbach. Interpreta il ruolo di Mireille nell'opera eponima di Gounod al Festival de Musiques Interdites all'Opera di Marsiglia accanto a Jean – Philippe Laffont e Jean – Luc Vialla, sotto la direzione di Antoine Marguier e Cyrill Dietrich. Nel 2012 si esibisce in un concerto al nuovo Teatro du Sillo a Marsiglia e al Festival lirico di Vienna in Austria con dei brani di Musetta nella Bohème e Manon di J. Massenet. Nello stesso anno si esibisce a Verona al Festival Lirico nella Traviata e nel 2013 a Qatar nel ruolo di Michaela nella Carmen di G. Bizet e nel ruolo di Manon di Jules Massenet.

## Premi e riconoscimenti
Ambasciatrice dell'UNICEF. Riceve tre medaglie d'Oro all‘unanimità dopodiché anche il premio Lanterna D'argento a Genova.